# An Nakahara
An Nakahara (中原 杏?, Nakahara An; Prefettura di Okayama, 8 febbraio 1969) è una fumettista giapponese. Debutta nel 2001 con Suki Suki Daisuki e nei primi anni della sua carriera si occupa solo di volumi unici e one-shot. Il suo lavoro più famoso è senz'altro Kilari.

## Opere
- Suki Suki Daisuki (2001)
- Zutto Suki Suki Daisuki (2003)
- Terepari Kiss (2003)
- Ijiwaru Love Devil (2003)
- Otona ni Narumon! (2004)
- Kilari (2004)
- Kururun Rieru Change! (2009)
- Nijiiro Prism Girl (2010)